# Приютне (Тоцький район)
Прию́тне (рос. Приютное) — село у складі Тоцького району Оренбурзької області, Росія.

## Населення
Населення — 254 особи (2010; 331 у 2002).
Національний склад (станом на 2002 рік):
- росіяни — 94 %